# Stazione di Lama di Reno
La stazione di Lama di Reno è una fermata ferroviaria posta sulla linea Bologna-Pistoia. Serve la località di Lama di Reno, frazione del comune di Marzabotto, nella città metropolitana di Bologna.

## Storia
La fermata di Lama di Reno venne attivata nel 1948.

## Movimento
Il servizio passeggeri è costituito dai treni della linea S1 (Porretta Terme-Bologna Centrale-Pianoro) del servizio ferroviario metropolitano di Bologna, che nella tratta compresa tra Marzabotto e Pianoro sono cadenzati alla mezz'ora.
I treni sono svolti da Trenitalia Tper nell'ambito del contratto di servizio stipulato con la regione Emilia-Romagna.
Al 2013, l'impianto risultava frequentato da un traffico giornaliero medio di circa 520 persone.
A novembre 2019, la stazione risultava frequentata da un traffico giornaliero medio di circa 508 persone (257 saliti + 251 discesi).

## Servizi
La stazione è classificata da RFI nella categoria bronze.